# Hypericum
Hypericum este un gen de plante lemnoase (tufe) și ierboase din familia hipericacee, care cuprinde 490 de specii răspândite în regiunile temperate (dar puține în Australia) și tropicale montane. Sunt cunoscute în popor sub denumirea de sunătoare, pojarniță sau iarba Sf. Ion.

## Descrierea
Sunt ierburi sau tufe cu frunze opuse simple, sesile sau subsesile, cu punctuațiuni transparente (= pungi secretoare) sau negru pătate. Flori cu corola de obicei galbenă, dialipetală, pentameră, în inflorescențe terminale cimoase. Sepale 5. Petale 5, de obicei contorte sau convolute în mugure. Stamine numeroase, poliadelfe, de obicei mai mult sau mai puțin reunite în 3-5 grupe (fascicule), câteodată cu glande hipoginice intercalate. Gineceu superior 3-5 carpelar, 1-5 locular; ovule multe. Stile 3-6. Fruct capsule multisperme cu 1-5 loje. Semințe fără endosperm.

## Specii
Hypericum abilianum – Hypericum aciculare – Hypericum aciferum – Hypericum acmosepalum – Hypericum acostanum – Hypericum addingtonii – Hypericum adenotrichum – Hypericum adpressum – Hypericum aegypticum – Hypericum aethiopicum – Hypericum afrum – Hypericum albiflorum – Hypericum amblycalyx – Hypericum amblysepalum – Hypericum anagalloides – Hypericum andinum – Hypericum andjerinum – Hypericum androsaemum – Hypericum annulatum – Hypericum aphyllum – Hypericum apiculatum – Hypericum apocynifolium – Hypericum apricum – Hypericum arbuscula – Hypericum arceps – Hypericum arenarioides – Hypericum armenum – Hypericum asahinae – Hypericum ascyron – Hypericum asperuloides – Hypericum asperulum – Hypericum asplundii – Hypericum assamicum – Hypericum athoum – Hypericum atomarium – Hypericum attenuatum – Hypericum aucheri – Hypericum augustinii – Hypericum auriculatum – Hypericum australe – Hypericum austroyunnanicum – Hypericum aviculariifolium – Hypericum baccharoides – Hypericum balearicum – Hypericum balfourii – Hypericum barbatum – Hypericum beamanii – Hypericum beanii – Hypericum beccarii – Hypericum bellum – Hypericum benghalense – Hypericum bequaertii – Hypericum bifurcatum – Hypericum bithynicum – Hypericum boehlingraabei – Hypericum bolivaricum – Hypericum boreale – Hypericum bourgaei – Hypericum brachyphyllum – Hypericum brasiliense – Hypericum brevistylum – Hypericum bryoides – Hypericum buckleyi – Hypericum bupleuroides – Hypericum caespitosum – Hypericum callacallanum – Hypericum callithyrsum – Hypericum calycinum – Hypericum campestre – Hypericum canadense – Hypericum canariense – Hypericum capitatum – Hypericum caprifoliatum – Hypericum caprifolium – Hypericum caracasanum – Hypericum cardiophyllum – Hypericum cardonae – Hypericum carinatum – Hypericum carinosum – Hypericum cassiopiforme – Hypericum castellanoi – Hypericum cavernicola – Hypericum cerastoides – Hypericum chamaemyrtus – Hypericum chapmanii – Hypericum chejuense – Hypericum choisyanum – Hypericum cistifolium – Hypericum cohaerens – Hypericum collettieae – Hypericum collinum – Hypericum concinnum – Hypericum confertum – Hypericum conjungens – Hypericum connatum – Hypericum cordatum – Hypericum cordifolium – Hypericum coris – Hypericum costaricense – Hypericum crenulatum – Hypericum crux-andreae – Hypericum cuadunatum – Hypericum cuatrecasii – Hypericum cuisinii – Hypericum cumulicola – Hypericum curvisepalum – Hypericum cymbiferum – Hypericum cymobrathys – Hypericum daliense – Hypericum davisii – Hypericum decaisneanum – Hypericum decandrum – Hypericum delphicum – Hypericum densiflorum – Hypericum denticulatum – Hypericum denudatum – Hypericum dichotomum – Hypericum diosmoides – Hypericum dogonbadanicum – Hypericum dolabriforme – Hypericum drummondii – Hypericum dyeri – Hypericum eastwoodianum – Hypericum edisonianum – Hypericum ekmanii – Hypericum elatoides – Hypericum eleanorae – Hypericum elegans – Hypericum ellipticum – Hypericum elodeoides – Hypericum elodes – Hypericum elongatum – Hypericum empetrifolium – Hypericum enshiense – Hypericum epigeium – Hypericum erectum – Hypericum ericoides – Hypericum espinalii – Hypericum eythreae – Hypericum faberi – Hypericum fanjingense – Hypericum fasciculatum – Hypericum fieriense – Hypericum fissurale – Hypericum foliosum – Hypericum formosanum – Hypericum formosissimum – Hypericum formosum – Hypericum forrestii – Hypericum fosteri – Hypericum fragile – Hypericum frondosum – Hypericum fuertesii – Hypericum fursei – Hypericum furusei – Hypericum gaitii – Hypericum galinum – Hypericum galioides – Hypericum garcieae – Hypericum geminiflorum – Hypericum gentianoides – Hypericum gladiatum – Hypericum glandulosum – Hypericum gleasonii – Hypericum globuliferum – Hypericum gnidiifolium – Hypericum gnidioides – Hypericum goyanesii – Hypericum graciliforme – Hypericum gracilipes – Hypericum gracillimum – Hypericum gramineum – Hypericum grandifolium – Hypericum graveolens – Hypericum griffithii – Hypericum gymnanthum – Hypericum hachijoense – Hypericum hakonense – Hypericum haplophylloides – Hypericum harperi – Hypericum hartwegii – Hypericum havvae – Hypericum hedgei – Hypericum helianthemoides – Hypericum hengshanense – Hypericum henryi – Hypericum heterophyllum – Hypericum himalaicum – Hypericum hircinum – Hypericum hirsutum – Hypericum hirtellum – Hypericum hookerianum – Hypericum horizontale – Hypericum hubeiense – Hypericum huber-morathii – Hypericum humboldtianum – Hypericum humifusum – Hypericum hypericoides – Hypericum hyssopifolium – Hypericum ichelense – Hypericum Ilanganaticum – Hypericum imbricatum – Hypericum irazuense – Hypericum iwatelittorale – Hypericum japonicum – Hypericum jaramilloi – Hypericum jeongjocksanense – Hypericum jovis – Hypericum juniperinum – Hypericum kalmianum – Hypericum kamtschaticum – Hypericum karjaginii – Hypericum kawaranum – Hypericum kelleri – Hypericum kiboense – Hypericum killipii – Hypericum kimurae – Hypericum kinashianum – Hypericum kingdonii – Hypericum kitamense – Hypericum kiusianum – Hypericum kotschyanum – Hypericum kouytchense – Hypericum kurodakeanum – Hypericum lacei – Hypericum lagarocaule – Hypericum lalandii – Hypericum lancasteri – Hypericum lanceolatum – Hypericum lancifolium – Hypericum lancioides – Hypericum lanuginosum – Hypericum laricifolium – Hypericum latisepalum – Hypericum laxiflorum – Hypericum legrandii – Hypericum leprosum – Hypericum leschenaultii – Hypericum libanoticum – Hypericum limosum – Hypericum linariifolium – Hypericum linarioides – Hypericum linoides – Hypericum lissophloeus – Hypericum lloydii – Hypericum lobbii – Hypericum lobocarpum – Hypericum longistylum – Hypericum lorentzianum – Hypericum loxense – Hypericum ludlowii – Hypericum lycium – Hypericum lycopodioides – Hypericum lydium – Hypericum lysimachioides – Hypericum macgregorii – Hypericum maclarenii – Hypericum maculatum – Hypericum macvaughii – Hypericum madagascariense – Hypericum magdalenicum – Hypericum magniflorum – Hypericum maguirei – Hypericum majus – Hypericum malatyanum – Hypericum marahuacanum – Hypericum marginatum – Hypericum martense – Hypericum matangense – Hypericum mexicanum – Hypericum microcalycinum – Hypericum microlicioides – Hypericum microsepalum – Hypericum millefolium – Hypericum minutiflorum – Hypericum minutum – Hypericum momoseanum – Hypericum monadenum – Hypericum monanthemum – Hypericum monogynum – Hypericum monroi – Hypericum montanum – Hypericum montbretii – Hypericum moranense – Hypericum musadoganii – Hypericum mutilum – Hypericum myrianthum – Hypericum myricariifolium – Hypericum myrtifolium – Hypericum mysurense – Hypericum nagasawai – Hypericum nakaii – Hypericum nakamurai – Hypericum nanum – Hypericum natalense – Hypericum naudinianum – Hypericum neurocalycinum – Hypericum nikkoense – Hypericum nitidum – Hypericum nokoense – Hypericum nudiflorum – Hypericum nummularium – Hypericum nummularioides – Hypericum nuporoense – Hypericum oaxacanum – Hypericum oblongifolium – Hypericum oligandrum – Hypericum oliganthum – Hypericum olivieri – Hypericum olympicum – Hypericum orientale – Hypericum origanifolium – Hypericum ovalifolium – Hypericum oxyphyllum – Hypericum pachyphyllum – Hypericum pallens – Hypericum pamphylicum – Hypericum papillare – Hypericum papillosum – Hypericum papuanum – Hypericum parallelum – Hypericum paramitanum – Hypericum parvulum – Hypericum patulum – Hypericum pauciflorum – Hypericum paucifolium – Hypericum pedersenii – Hypericum peninsulare – Hypericum peplidifolium – Hypericum perfoliatum – Hypericum perforatum – Hypericum peshmenii – Hypericum petiolulatum – Hypericum phellos – Hypericum philonotis – Hypericum pibairense – Hypericum pimeleoides – Hypericum piriai – Hypericum pleiostylum – Hypericum podocarpoides – Hypericum polyanthemum – Hypericum polyphyllum – Hypericum pratense – Hypericum prattii – Hypericum prietoi – Hypericum pringlei – Hypericum prolificum – Hypericum prostratum – Hypericum pruinatum – Hypericum przewalskii – Hypericum pseudoerectum – Hypericum pseudohenryi – Hypericum pseudolaeve – Hypericum pseudomaculatum – Hypericum pseudopetiolatum – Hypericum pseudorepens – Hypericum psilophytum – Hypericum pubescens – Hypericum pulchrum – Hypericum pulogense – Hypericum pumilio – Hypericum pumillum – Hypericum punctatum – Hypericum qinlingense – Hypericum quartinianum – Hypericum quitense – Hypericum radfordiorum – Hypericum radicans – Hypericum recurvum – Hypericum reflexum – Hypericum relictum – Hypericum repens – Hypericum reptans – Hypericum retusum – Hypericum revolutum – Hypericum richeri – Hypericum rigidum – Hypericum rochelii – Hypericum roeperianum – Hypericum roraimense – Hypericum rotundifolium – Hypericum rubicundulum – Hypericum rubritinctum – Hypericum rumeliacum – Hypericum rupestre – Hypericum ruscoides – Hypericum russeggeri – Hypericum sabiniforme – Hypericum salsolifolium – Hypericum salsugineum – Hypericum salvadorense – Hypericum sampsonii – Hypericum sarawagedicum – Hypericum saxifragum – Hypericum scabroides – Hypericum scabrum – Hypericum scioanum – Hypericum scopulorum – Hypericum scouleri – Hypericum scruglii – Hypericum sechmenii – Hypericum selaginella – Hypericum senanense – Hypericum seniawinii – Hypericum senkakuinsulare – Hypericum setosum – Hypericum sewense – Hypericum sherriffii – Hypericum siamense – Hypericum sikokumontanum – Hypericum silenoides – Hypericum simonsii – Hypericum sinaicum – Hypericum smithii – Hypericum socotranum – Hypericum somaliense – Hypericum sorgerae – Hypericum spectabile – Hypericum sphaerocarpum – Hypericum sprucei – Hypericum spruneri – Hypericum stellatum – Hypericum stenopetalum – Hypericum steyermarkii – Hypericum strictum – Hypericum struthiolifolium – Hypericum stuebelii – Hypericum styphelioides – Hypericum subalatum – Hypericum subcordatum – Hypericum subsessile – Hypericum suffruticosum – Hypericum synstylum – Hypericum taihezanense – Hypericum taygeteum – Hypericum tenuicaule – Hypericum tenuifolium – Hypericum teretiusculum – Hypericum ternatum – Hypericum ternum – Hypericum terrae-flrmae – Hypericum tetrapetalum – Hypericum tetrapterum – Hypericum tetrastichum – Hypericum thasium – Hypericum theodori – Hypericum thesiifolium – Hypericum thuyoides – Hypericum thymbrifolium – Hypericum thymifolium – Hypericum thymopsis – Hypericum tomentosum – Hypericum tortuosum – Hypericum tosaense – Hypericum trachyphyllum – Hypericum trichocaulon – Hypericum triquetrifolium – Hypericum tymphresteum – Hypericum umbellatum – Hypericum umbraculoides – Hypericum undulatum – Hypericum uniflorum – Hypericum uniglandulosum – Hypericum uralum – Hypericum vacciniifolium – Hypericum vaccinioides – Hypericum valleanum – Hypericum venustum – Hypericum vermiculare – Hypericum vesiculosum – Hypericum virgatum – Hypericum vulcanicum – Hypericum wardianum – Hypericum watanabei – Hypericum wightianum – Hypericum williamsii – Hypericum wilmsii – Hypericum wilsonii – Hypericum woodianum – Hypericum wurdackii – Hypericum xylosteifolium – Hypericum yamamotoanum – Hypericum yamamotoi – Hypericum yezoense – Hypericum yojiroanum

## Specii din România
Flora României conține 12 specii: 
- Hypericum calycinum
- Hypericum elegans
- Hypericum hirsutum
- Hypericum humifusum
- Hypericum maculatum
- Hypericum montanum
- Hypericum perforatum – Pojarniță, Sunătoare
- Hypericum richeri (subsp. Hypericum transsilvanicum, subsp. Hypericum alpigenum)
- Hypericum rochelii
- Hypericum rumeliacum (sin. Hypericum rumelicum)
- Hypericum tetrapterum (sin. Hypericum acutum) – Șovârvariță
- Hypericum umbellatum

## Specii din Republica Moldova
Flora Republicii Moldova conține 5 specii:    
- Hypericum elegans – Pojarniță elegantă
- Hypericum hirsutum – Pojarniță hirsută
- Hypericum montanum – Pojarniță de munte
- Hypericum perforatum – Pojarniță, Pojarniță perforată, Sunătoare
- Hypericum tetrapterum – Șovârvariță, Pojarniță tetrapteră

## Legături externe
- „Hypericum” în Dicționar dendrofloricol la DEX online